# Stoppeur (baseball)
Pour l’article homonyme, voir Stoppeur (football).

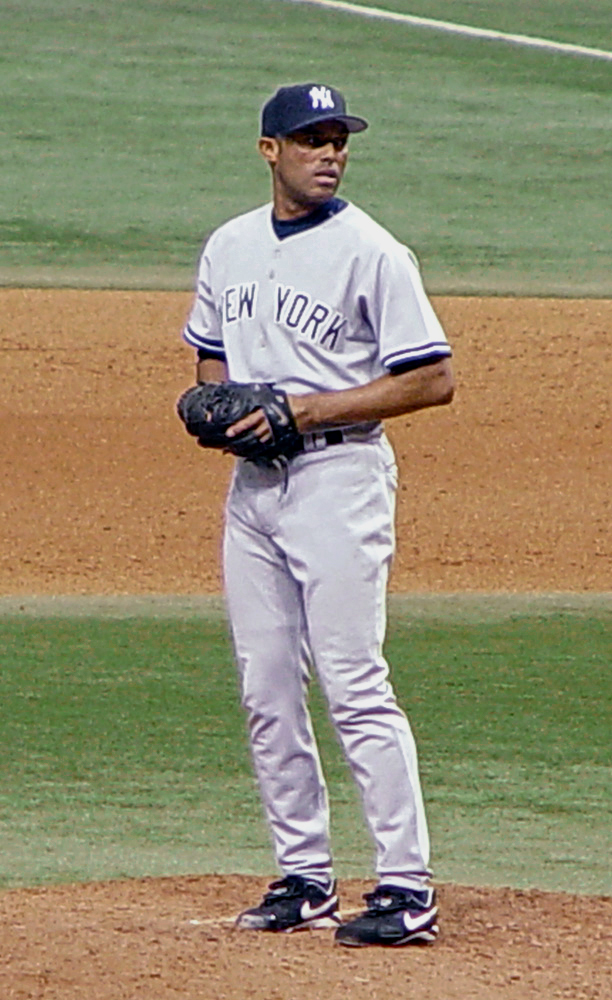
Mariano Rivera, stoppeur des Yankees de New York.

Dans une équipe de baseball, le stoppeur (anglais : closer) est un lanceur de relève qui est utilisé à la fin d'un match pour effectuer les derniers retraits de la partie. Le stoppeur entre en jeu pour maintenir l'avantage de son équipe lors de rencontres serrées et s'il y parvient, il peut être crédité d'un sauvetage sous certaines conditions. En général, les stoppeurs sont parmi les meilleurs lanceurs de relève d'une équipe et sont capables de lancer efficacement face à des frappeurs droitiers comme face aux frappeurs gauchers. Les meilleurs stoppeurs ont souvent à leur répertoire une balle rapide qui peut atteindre 160 km/h et un ou deux lancers complémentaires.
Généralement, le stoppeur entre en jeu pour la neuvième manche d'un match lorsque son équipe possède un avantage de un à trois points, condition pour être crédité d'un sauvetage. Lors de rencontres importantes, le stoppeur peut entrer en jeu lors de la huitième manche si le manager pense qu'il peut conserver l'avantage pendant deux manches. Si l'adversaire comble son retard pendant la présence du stoppeur sur le monticule, ce dernier est crédité d'un sabotage (blown save).

## Stoppeurs élus au Temple de la renommée
Seuls neuf stoppeurs ont été élus au Temple de la renommée du baseball.
Dennis Eckersley a joué la première moitié de sa carrière comme lanceur partant (1975-1986) avant de se reconvertir en stoppeur (1987-1998).
John Smoltz a joué les 12 premières saisons de sa carrière comme lanceur partant (1988-1999). Après avoir manqué la saison 2000 à l'opération Tommy John, il est devenu un stoppeur en 2001, conservant ce rôle tout au long de la saison 2004. Smoltz a terminé sa carrière comme lanceur partant (2005-2009).
- Mariano Rivera (Yankees de New York), élu en 2019, 652 sauvetages.
- Lee Smith (Cubs de Chicago), élu en 2019, 478 sauvetages.
- Trevor Hoffman (Padres de San Diego), élu en 2018, 601 sauvetages.
- John Smoltz (Braves d'Atlanta), élu en 2015, 154 sauvetages et 213 victoires.
- Rich Gossage, élu en 2008, 310 sauvetages.
- Bruce Sutter (Cardinals de Saint-Louis), élu en 2006, 300 sauvetages
- Dennis Eckersley (Athletics d'Oakland), élu en 2004, 390 sauvetages
- Rollie Fingers (Athletics d'Oakland), élu en 1991, 341 sauvetages
- Hoyt Wilhelm (Giants de New York), élu en 1985, 227 sauvetages

## Stoppeurs notables en Ligue majeure
| - Rick Aguilera - Danys Báez - Rod Beck - Jeff Brantley - Aroldis Chapman - Roy Face - Keith Foulke - John Franco - Gene Garber - Éric Gagné - Rich “Goose” Gossage - Danny Graves - Tom Henke - Mike Henneman | - Roberto Hernández - Trevor Hoffman - Craig Kimbrel - Billy Koch - Doug Jones - Tug McGraw - José Mesa - Jeff Montgomery - Randy Myers - Robb Nen - Jonathan Papelbon - Troy Percival - Dan Plesac - Dan Quisenberry - Jeff Reardon | - Mariano Rivera - Dave Righetti - Francisco Rodríguez - Jeff Shaw - Dave Smith - Lee Smith - John Smoltz - Kent Tekulve - Bobby Thigpen - Ugueth Urbina - Billy Wagner - John Wetteland - Mitch Williams |